# 广东南海控股投资
广东南海控股投资有限公司，簡稱广东南海控股投资，以及广东南海控股（英語：Guangdong Nanhai Holding Investment Company Limited），在2011年1月20日，由佛山市南海區人民政府轄下，南海区公有资产管理委员会办公室安排組成一家投資公司。
現時業務是项目投资、控股和管理，包括股权转让、资产划拨、参股控股、资本注入等。包括旗下公司南海发展股份有限公司（上交所：600323）、中國興業控股有限公司（港交所：0132）等。而總部位於广东省佛山市南海区海五路原购书中心10楼，現時董事長及首席執行官為何焯辉。

## 連結
- NanhaiKG.com